# Yuri Landman
Pour les articles homonymes, voir Landman.
Yuri Landman (né le 1er février 1973, Zwolle) est un artiste néerlandais éclectique, connu principalement pour son travail en tant que luthier expérimental, professeur de musique et musicologue. Il est également connu pour être créateur de bandes dessinées, illustrateur, musicien, concepteur et designer de mobilier d'intérieur. Basé sur une guitare préparée, son premier prototype est construit en 2001 pour améliorer l’approximation des préparations instantanées.

## Biographie

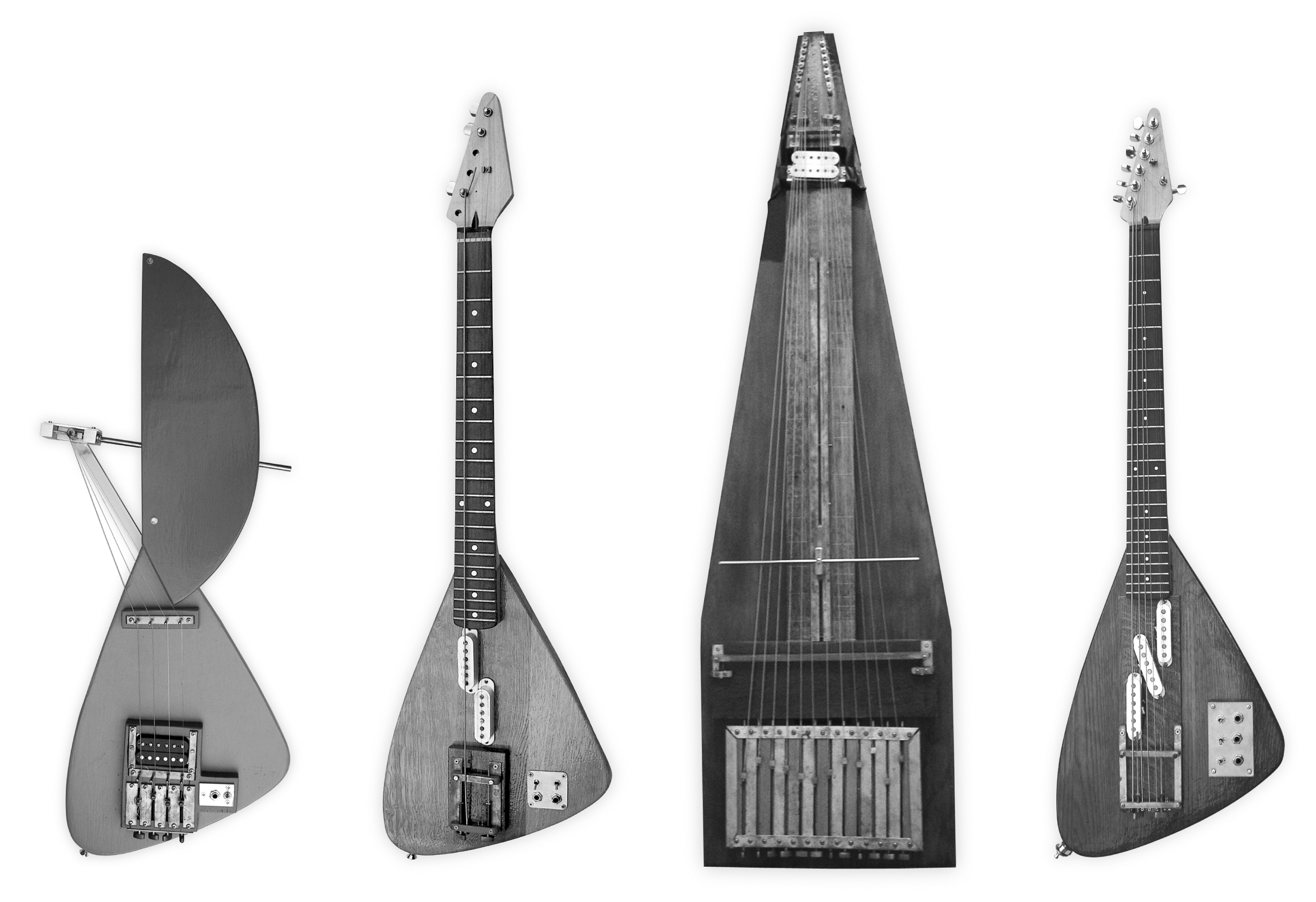
quatre prototypes

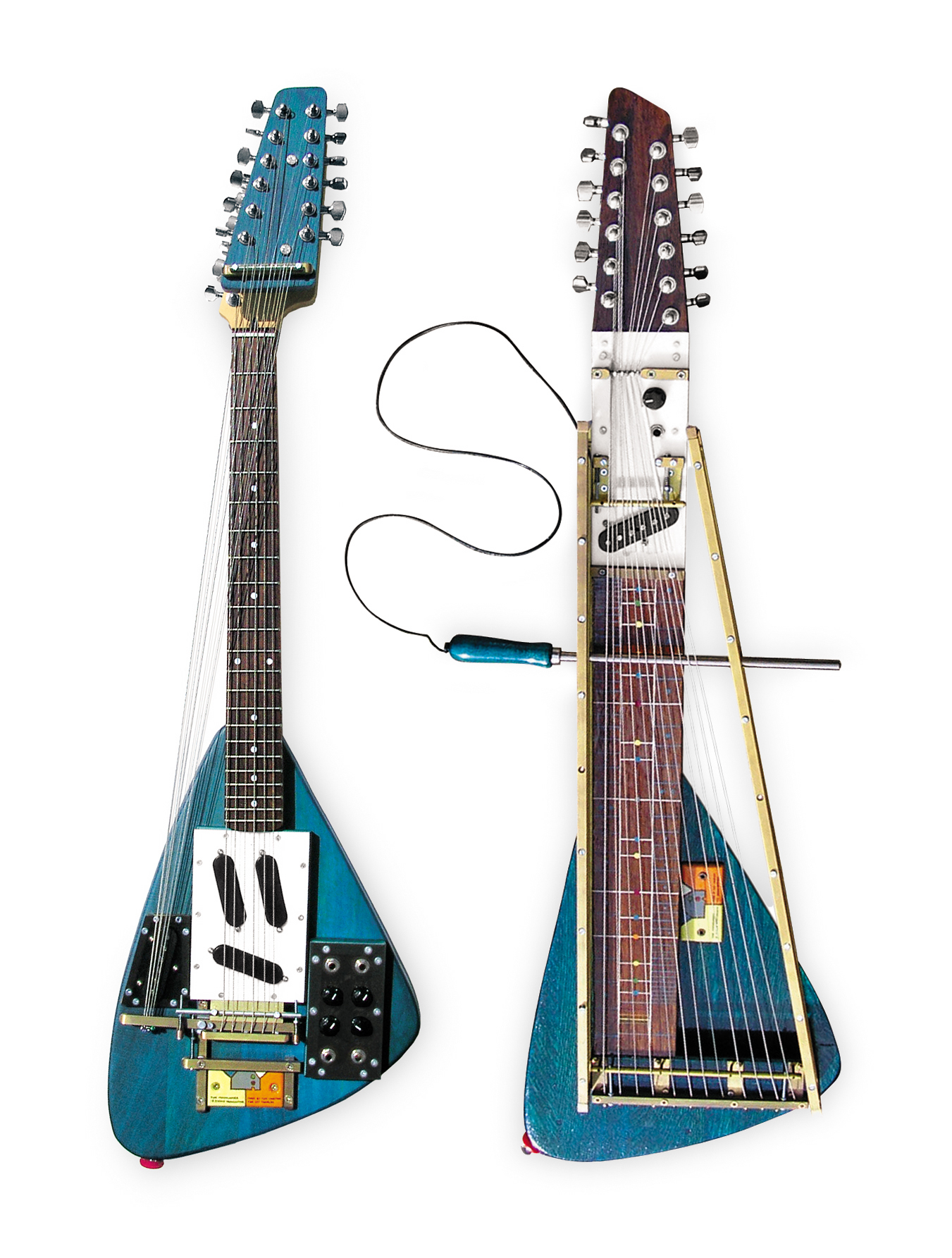
La Moonlander de Lee Ranaldo, Sonic Youth et la Moodswinger de Aaron Hemphill, Liars

Avec Cees van Appeldoorn Landman formait Zoppo, 1997-2000 et avec Valentijn Holländer il formait Avec-A (Avec Aisance), 2001-2006. Il commence à faire des guitares en 2000, juste après avoir quitté le groupe Zoppo. En 2000 - 2006 Landman crée neuf prototypes. En 2006, Yuri Landman a créé la  Moodswinger, une cithare électrique à 12 cordes pour Aaron Hemphill du groupe Liars. La Mooswinger est une cithare électrique à 12 cordes amplifiées et à trois chevalets. En 2008 il a créé la Moodswinger II. Jessie Stein de Miracle Fortress et The Luyas a une Moodswinger II. Il a créé la Moonlander pour Lee Ranaldo de Sonic Youth. La Moonlander est une guitare électrique avec 12 cordes sympathiques supplémentaires. Il a aussi créé une guitare expérimentale pour Jad Fair de Half Japanese. La Springtime est un instrument créé pour Laura-Mary Carter du groupe Blood Red Shoes. Une version alternative, la Springtime II, a été créée pour Lou Barlow de Sebadoh et pour Mauro Pawlowski de dEUS. En 2009 il a fini une variante de la Springtime, la Twister pour John Schmersal d'Enon. La Twister a des manches scallopés comme les guitares de Yngwie Malmsteen.
Depuis 2009 Landman organise des ateliers où les participants construisent eux-mêmes leur propre instrument en environ quatre heures. Yuri fournit le matériel en pièces détachées, et les participants payent pour leur propre matériel. Celui-ci se compose de quatre morceaux de bois taillés et percés, de douze mécaniques pour les cordes, d'un micro, d'un interrupteur on/off, d'une prise jack, de douze cordes, de quelques vis, boulons et écrous, ainsi que de pièces de métal pour les chevalets. L'instrument final est la Home Swinger, une version simplifiée de la Moodswinger, qui a un son semblable à cette dernière. Ces six dernières années il a donné workshops sur les instruments « DIY » en Europe et aux États-Unis lors de festivals de musiques, dans des écoles de musiques, des écoles et espaces d’art, lors de concerts.
Il a écrit l'essai 3rd Bridge Helix et avec Bart Hopkin Nice Noise, un manuel sur les préparations de cordes et les extensions techniques pour guitares. La même année, il crée son groupe Bismuth avec Arnold Van de Velde suivi d’un album Bismuth en 2014. Il collabore aussi avec le musicien/artiste Wessel Westerveld, qui possède une collection d'Intonarumori. Il joue en solo sur des séries d'instruments inventés par ses soins, et faits de bois, cordes, percussion meetalliques, moteurs et autres objets. Il collabore avec la compagnie De Stilte et fait de la musique pour une danse contemporaine. En 2016, il a construit à la demande du Premier Guitar, une guitare pour Thurston Moore. En mars 2017, il a écrit un article critique sur Thierry Baudet et a reçu des menaces de mort après. De temps en temps, il construit instruments pour musiciens amis comme Rhys Chatham, Tomoko Sauvage, Kaki King, Einstürzende Neubauten, Lau Nau/Antti Tolvi, Philippe Petit, Hifiklub, Ex-Easter Island Head et autres. En 2017 il a fait une sculpture sonore pour l'organisation iii à La Haye aux Pays-Bas et a développé un nouvel atelier de construction pour le Lost Ideas Festival de Lee Ranaldo à Menin. À l'invitation de Harman Kardon, Landman a construit un sonomètre à 24 cordes avec J.Views en 2018. En 2018, il a conçu une série de diagrammes avec micro-intervalles. En décembre 2018, Le Musée des instruments de musique de Bruxelles a organisé une grande exposition comprenant 40 de ses instruments. En 2020, Landman a réalisé le roman graphique 1991. En décembre 2020, il a commencé à prépublier ce livre en six langues sur son Instagram. Il travaille aussi avec Error Instruments.

### Education
Les organisations MIM (Phoenix), WORM, Muziekgebouw aan 't IJ, Extrapool (Nimègue), De Toonzaal (Bois-le-Duc), Flipside (Eindhoven), Matrix (Louvain), Museum of Transitory Art, (Ljubljana), Radiona (Zagreb), St James Cavalier (Malte), Sonoscopia (Porto), Liebig 12 (Berlin), Maajaam (Otepää, Estonie), conservatoire de Toulon Provence Méditerranée et Université des sciences appliquées de Tampere possèdent des collections d'instruments de Landman pour éducations, recherche et leurs programmes résidences artistiques.
Il enseigne régulièrement dans diverses académies comme TAMK, université Aalto, FH Joanneum (Graz), AvP (Leeuwarden), Académie de musique de Detmold et il a donné des conférences dans RAM, Université de Salford, Université de Nantes, Université de Gand, PXL, Haute École d'art de Zurich, Académie de musique et des arts du spectacle de Vienne, Université de sciences appliquées d'Amsterdam, Université de Bradford, Conservatoire TPM, Design Academy Eindhoven, Escuela Massana (Barcelone) et autres.

## Ouvrages

### Bande Dessinées
- (nl) Je Mag Alles met me Doen (1997, The Drowning Man)
- (nl) Het Verdiende loon (1998, The Drowning Man), Price de Bréda 1998
- (nl) & (en) 1991 (2021, Uitgeverij Sherpa),  (ISBN 9789089882424) (nl) et Hypercustom Books sans ISBN (en)

### Musicologie
- (en) Nice Noise, Modifications and Preparations for Guitar - Yuri Landman & Bart Hopkin, 2012 Experimental Musical Instruments, FC, 72 p.  (ISBN 9780972731362)
- (en) Sound Art - prof. Holger Schulze & prof. Sanne van Krogt, 2020, Bloomsbury Academic  (ISBN 9781501338809) Pickups and Strings, p460-470.

#### Essais
- 3rd Bridge Helix, 2009 (en)
- The Seven Plus Five Pattern, Soundest #1, Oct 2018[8] (en)
- From Rusollo till Present , 2019 (en)

## Discographie
- Zoppo - Chi pratica lo impare zoppicare lp (1998)
- Zoppo - Nontonnen promo 7" (1998)
- Zoppo - Double the fun splitt 7" (1999)
- Zoppo - Belgian Style Pop cd (1999)
- Avec Aisance - Vivre dans l'aisance cd (2004)
- Yuri Landman Ensemble featuring Jad Fair & Philippe Petit - That's Right, Go Cats (cd 2012 Thick Syrup Records, lp 2012 Siluh Records)
- Bismuth - s/t, lp, April 2014 Geertruida Records

## Documentaire
- Alles, tot dit, 2013, Stefan Woudstra

#### Bandes dessinées
- (en) Présentation de Yuri Landman sur Comiclopedia, l'encyclopédie de bandes dessinées sur lambiek.net

#### Luthier expérimental
- (en) Interview, Pitchfork, 28-09-2007
- (nl) « Video-interview Yuri Landman Moodswinger & Moonlander (revu.nl), 19-10-2007 »(Archive.org • Wikiwix • Archive.is • Google • Que faire ?)